# Conservatoire à rayonnement régional de Perpignan
 (août 2018).
Le Conservatoire à rayonnement régional Perpignan Méditerranée Monserrat Caballé, appelé également CRR Perpignan Méditerranée, est un conservatoire à rayonnement régional, établissement d'enseignement artistique agréé et contrôlé par l'État (Direction générale de la Création artistique du ministère de la Culture et de la Communication), représenté par la direction régionale des Affaires culturelles (DRAC). Il propose trois spécialités : musique, danse et art dramatique. Il est situé à Perpignan (Pyrénées-Orientales, France) et sur dix-huit sites dont six antennes dans la métropole. 

## Histoire
Créé vers 1850 à l'initiative de la ville de Perpignan, le conservatoire se présentait à l'origine comme une « succursale » du conservatoire de Paris[Quoi ?].
Il était installé dans l'angle de la rue du Chevalet, avec des antennes dans l'ancien hôpital militaire. Après le déménagement du commissariat de police, il a organisé son accès par la rue Mailly. Il est installé en 2016 dans des locaux très performants de plusieurs dizaines de milliers de mètres carrés, au 1 rue des Joglars à Perpignan, ainsi que dans dix-huit communes de la communauté urbaine.
Le conservatoire obtient le label « École nationale de musique », puis en 1999, celui de « Conservatoire national de région ». C'est en 2006 que les CNR devinrent Conservatoires à rayonnement régional. (Ce classement fut octroyé par le Ministère de la Culture en 2015 puis en juin 2025 au Conservatoire Montserrat Caballé).
À partir de 2004, quatre ans après le transfert par la ville de Perpignan de la gestion du conservatoire à la Communauté d'agglomération Perpignan Méditerranée, le conservatoire a intégré les écoles de musique associatives des différentes communes de la communauté. Celles-ci sont regroupées depuis en six antennes et dix-huit sites d'enseignement musical, répartis sur 36 communes.
Depuis le 1er janvier 2016, le conservatoire est administré par Perpignan Méditerranée Communauté Urbaine. Le classement en Conservatoire à Rayonnement Régional avait été renouvelé en 2015 par le Ministère de la Culture. Daniel Tosi était le directeur du CRR, jusqu'en juin 2021. 
Depuis juillet 2021 le CRR est dirigé par Jean-Marie Scieszka, qui a élaboré le Projet d'Etablissement 2022-2028 (voir sur le site du CRR),  adopté à l'unanimité par les élus de la Communauté Urbaine Perpignan Méditerranée Métropole en décembre 2022. 
En 2023 est renouvelée la convention de coopération au sein du "Réseau Occitanie Méditerranée" (particulièrement pour le label des Classes Préparatoires à l'Enseignement Supérieur octroyé par le Ministère de la Culture en 2020), entre le Conservatoire de Perpignan Méditerranée Métropole, et ceux de Narbonne, Béziers, Carcassonne, Nîmes et Alès.
En juin 2025 le Ministère de la Culture a renouvelé pour sept ans au Conservatoire à Rayonnement Régional "Montserrat Caballé" de Perpignan Méditerranée Métropole,  le classement en Conservatoire à Rayonnement Régional pour la Musique, la Danse et le Théâtre. 

### Directeurs successifs
Les directeurs successifs du conservatoire sont les suivants :
- Joseph Lomagne (1842-1853)
- Gabriel Baille (1868-1909)
- Eugène Mestres (1909-1915)
- Joseph Simon (1915-1917)
- Bernes (1917-1919)
- Jean Godebski (1919-1925)
- Louis Simon Siné (1925-1930)
- François Ausseil (1930-1938)
- René Chédécal (1938-1939)
- André Peus (1939-1964)
- Pierre Duffond (1964-1971)
- Marc Bleuse (1971-1975)
- Robert Druet (1975-1988)
- Daniel Tosi (1989-2021)
- Jean-Marie Scieszka (2021-)[4]

## Enseignements
Le conservatoire compte à ce jour[Quand ?] en 2025, 190 personnels, dont 158 professeurs. 2620 élèves y étaient inscrits en 2025.
Il dispense un enseignement en musique, danse et théâtre accessible à tous et ce, quel que soit son âge, son niveau ou son lieu de résidence.

### Diplômes délivrés
Après un éveil dès l'âge de 4 ans, le cursus normal (à partir de 6 ans) associe à la discipline choisie, d'autres disciplines obligatoires telles que la formation musicale, la pratique collective (orchestre, chorale, ensemble instrumental). Il est organisé en trois cycles d'études, chacun pouvant varier de 3 à 5 ans. Ce cursus est diplômant : il est sanctionné par le Brevet de fin de 2e cycle, le certificat de fin d'études (fin du 3e cycle amateur) ou le diplôme d'études musicales, chorégraphiques ou théâtrales et futurs Diplômes Nationaux d'Etudes Musicales, Théâtrales et Chorégraphiques. La fin du cycle pré-professionnel est préparée dans le Cycle Diplômant et les Classes Préparatoires à l'Enseignement Supérieur en musique, danse et théâtre.  Des licences de "musicologie et arts visuels" et "lettres parcours théâtre " délivrées par l'université, sont organisées en partenariat avec le CRR.
Le cursus personnalisé, et de pratique amateure, s'adresse à tous ceux (adolescents et adultes) qui souhaitent poursuivre un enseignement sans examen de fin de cycles. Ce cursus n'est pas diplômant, et n'est possible qu'en fonction des places disponibles.

### Disciplines enseignées
(août 2018).
L'enseignement du conservatoire est organisé en "départements pédagogiques", un grand nombre de disciplines est proposé. Des départements spécifiques, tels qu'instruments anciens, jazz, musiques actuelles, création sonore, musique électroacoustique, Composition Musique à l'Image, MAO,  ou musiques et danses traditionnelles -catalanes et danse flamenco- constituent des pôles forts tant au niveau local, que régional ou transfrontalier.
Les disciplines enseignées sont les suivantes :
- Formation et culture musicale : éveil musical et corporel, formation et technique musicales, culture musicale, analyse, écriture musicale (harmonie et contrepoint), histoire de la musique, commentaires d'écoute.
- Formation continue et/ou professionnelle : préparation au Diplôme d'État et à l'entrée en Pôle supérieur, master-classes élargies à toutes les disciplines, orientation des élèves et étudiants, cycle de perfectionnement.
- Classes à Horaires Aménagés : Musique (CHAM) primaire et secondaire, disciplines de scène, CHAM "Trad", CHAD, CHAT, et en collaboration avec l'UPVD: Licence "Musicologie parcours Arts visuels", licence "Lettres parcours théâtre".
- Instruments polyphoniques : harpe, guitare, accordéon.
- Cordes : violon, alto, violoncelle, contrebasse.
- Bois : flûtes traversières (piccolo, flûte en sol, flûte basse, traverso); hautbois, cor anglais, hautbois d'amour, hautbois de chasse; clarinette, cor de basset, clarinette mi bémol, clarinette basse et contrebasse; fagott et contrebasson; saxophones (sopranino, soprano, alto, ténor, baryton, basse).
- Cuivres : cor d'harmonie, trompette, cornet (bugle, piccolo), trombone (alto, ténor, basse), euphonium, tuba, contretuba.
- Percussions : percussions multiples, timbales, ensemble de percussions, claviers-percussions (marimba vibraphone, glockenspiel, célesta…), tambour, batterie, percussions digitales.
- Instruments anciens : épinette, clavecin, orgues, carillon, cor naturel, viole de gambe, violon baroque, alto baroque, violoncelle baroque, flûte traversière baroque traverso, hautbois baroque, flûtes à bec, basse continue, luth, pianoforte, orchestre baroque.
- Improvisation, composition et création sonores : composition acousmatique, composition instrumentale, composition de musique mixte, composition pour l'image, MAO, orchestration, écriture-harmonie-contrepoint-fugue, improvisation, acousmonium, groupes de musique contemporaine.
- Musiques actuelles : musique assistée par ordinateur, informatique musicale, guitares (électrique, basse), accordéon, batterie, piano, chant amplifié, claviers, formation musicale et analyse adaptées aux musiques actuelles, pratiques de groupe de différentes tendances actuelles, ateliers divers.
- Art dramatique : art dramatique, diction, expression, théorie et dramaturgie, travail vocal, atelier d'interprétation, qi gong, musique.
- Art vocal : chant, formation et techniques musicales appliquées aux chanteurs, art lyrique, direction de chœur, ensembles vocaux, opéra studio, chœurs, maîtrises, filière voix dès le primaire.
- Musiques et danses traditionnelles : instruments catalans (flaviol, tambori, gralla, tible, tenora, fiscorn, contrabaix, sac de gemecs), instruments et chants traditionnels (bandurria, luth, guitare, cajón), cor de chasse, ethnomusicologie, ensembles instrumentaux (cobla, ensembles à plectres), danse flamenco, formation musicale "trad".
- Danse : danse classique, danse contemporaine, danse jazz,flamenco, histoire de la chorégraphie, anatomie, physiologie, formation musicale danseurs, ateliers chorégraphiques, improvisation.
- Elèves à besoins particuliers et publics en situation de handicap : toutes disciplines, et accueil de classes IME.
- Pratiques collectives vocales : chorales de différents cycles, chœur adulte à quatre voix mixtes, opéra studio (chœur lyrique), chœur d'enfants, maîtrise.
- Orchestres : ensembles instrumentaux de classes, harmonies, brass- band, orchestre de chambre, orchestres symphoniques, orchestres à cordes, Big band, ensembles de musiques actuelles...
- Pratiques instrumentales : ensemble de bois, ensembles de clarinettes, ensemble de cuivres, ensemble de hautbois, ensemble de flûtes traversières, brass band, orchestres d'harmonie (1, 2 et 3).
- Piano : piano, master-classes, piano à quatre mains, deux pianos; accompagnement, formation à l'accompagnement.
- Jazz et batterie : batterie, saxo jazz, basse, piano, groupes, musique d'ensemble (jazz et musiques actuelles), stages, atelier métal, journées de la batterie, jazz, big jazz band, ateliers de musique improvisée, jazz vocal.
- Musique de chambre : cordes et bois; master-classes.
- Direction d'ensembles et d'Orchestre (jusqu'au DEM) et Direction chorale.

### Éveil musical
L'éveil musical (pour les enfants de 4 et 5 ans) propose une découverte de la musique liée à une approche ludique et sensorielle.

### Classes à Horaires Aménagés
Mené en partenariat avec les établissements relevant de l’Éducation Nationale, ce cursus horaires aménagés permet aux enfants (du CE1 à la 3e) scolarisés notamment en musique à l'école primaire Jordi Barre ou au collège Jean Moulin de Perpignan de suivre un enseignement artistique durant le temps scolaire, en musique, danse et théâtre.
Au lycée, des aménagements horaires existent en musique et danse, mais la filière TMD n'est plus proposée.

### Enseignement supérieur
La licence musicologie parcours arts visuels  de l'UPVD, organisée en partenariat avec le CRR, propose un cursus complet à la fois théorique (histoire et analyse de la musique, écriture, méthodologie…) et pratique (perfectionnement individuel de l'instrument ou du chant, composition musique à l'image…). Aucun diplôme de conservatoire n'est requis, cependant, un bon niveau musical est attendu. À l'issue de ce cursus, les étudiants pourront s'engager vers un master, notamment de musicologie (en France ou à l'étranger, notamment dans la Communauté Européenne (L.M.D.).
En plus de proposer la licence musicologie parcours arts visuels en partenariat avec l'Université de Perpignan Via Domitia, le Conservatoire Perpignan Méditerranée collabore depuis plusieurs années avec l'Institut Supérieur d'Art et Design de Toulouse,  pour la formation continue et des tutorats pédagogiques au diplôme d'État de professeur de musique.

### Cycle de perfectionnement
Le conservatoire à rayonnement régional Perpignan Méditerranée propose également une Classe Préparatoire à l'Enseignement Supérieur (labellisée en 2020 par le Ministère de la Culture, tête du réseau des conservatoires de Narbonne, Béziers, Carcassonne, Nîmes et Alès) pour la préparation aux concours d'entrée des Pôles supérieurs d'enseignement de France et de l'étranger. Ce cycle fait suite aux anciens COP et CEPI et cycle de perfectionnement (en deux à quatre ans) et permet d'avoir plus de chances pour réussir les  épreuves de ces concours de CNSMD, Hautes Ecoles suisses et européennes, Pôles Supérieurs français, CFMI....

### Enseignement aux élèves à besoins particuliers et publics en situation de handicap
Depuis 1991, le conservatoire accueille des enfants en situation de handicap notamment en classes d'IME. Les élèves déficients auditifs, moteurs et intellectuels sont accueillis au CRR, en relation avec les institutions et suivent un enseignement spécifique.Une enseignante "référente handicap" facilite le suivi de ces élèves rencontrant des difficultés allant de la dyspraxie jusqu'à certains handicaps. 